# Willie C. Carpenter
Willie C. Carpenter ist ein US-amerikanischer Schauspieler und Synchronsprecher.

## Leben
Carpenter feierte sein Schauspieldebüt in dem Film The Wiz – Das zauberhafte Land. In den nächsten Jahren folgten weitere Besetzungen in Episodenrollen und Filmen. Von 1991 bis 1992 verkörperte er in der Fernsehserie Die Staatsanwältin und der Cop die Rolle des Robert Maxwell. Ab den 1990er Jahren konnte er sich als gefragter Hollywood-Schauspieler für Nebenrollen in Fernseh- und Kinofilmen sowie als Darsteller für Episodenrollen in Fernsehserien etablieren. 2014 war er in insgesamt zehn Episoden der Fernsehserie Devious Maids – Schmutzige Geheimnisse in der Rolle des Kenneth Miller zu sehen.

## Filmografie
- 1978: The Wiz – Das zauberhafte Land (The Wiz)
- 1988: Jung und Leidenschaftlich – Wie das Leben so spielt (As the World Turns) (Fernsehreihe)
- 1988: The Chair
- 1989: 227 (Fernsehserie, Episode 5x08)
- 1989: Family Business
- 1990: Sugar and Spice (Fernsehserie, Episode 1x03)
- 1990: Geschichten aus der Gruft (Tales from the Crypt) (Fernsehserie, Episode 2x07)
- 1990: Mathnet (Fernsehserie, Episode 3x02)
- 1991: Unter der Sonne Kaliforniens (Knots Landing) (Fernsehserie, Episode 12x24)
- 1991: Grand Canyon – Im Herzen der Stadt (Grand Canyon)
- 1991–1992: Die Staatsanwältin und der Cop (Reasonable Doubts) (Fernsehserie, 6 Episoden)
- 1991–1993: Wunderbare Jahre (The Wonder Years) (Fernsehserie, 4 Episoden, verschiedene Rollen)
- 1992: Double Trouble – Warte, bis mein Bruder kommt (Double Trouble)
- 1992: Amityville – Face of Terror (Amityville 1992: It's About Time)
- 1993: Harte Ziele (Hard Target)
- 1993: Melrose Place (Fernsehserie, Episode 2x01)
- 1993: Tod im Spielzeugland (Dollman vs. Demonic Toys)
- 1993: Bakersfield P.D. (Fernsehserie, Episode 1x11)
- 1993: Full Eclipse (Fernsehfilm)
- 1994: General Hospital (Fernsehserie)
- 1994: Kleine Giganten (Little Giants)
- 1995: Meine Familie (My Family)
- 1995: Der Klient (The Client) (Fernsehserie, Episode 1x02)
- 1995: Courthouse (Fernsehserie, Episode 1x03)
- 1995: Straße der Rache (White Man’s Burden)
- 1995: Nowhere Man – Ohne Identität! (Nowhere Man) (Fernsehserie, Episode 1x12)
- 1995: Chicago Hope – Endstation Hoffnung (Chicago Hope) (Fernsehserie, Episode 2x11)
- 1996: Ellen (Fernsehserie, Episode 3x27)
- 1996: Albino Alligator
- 1996: High Incident – Die Cops von El Camino (High Incident) (Fernsehserie, Episode 2x03)
- 1997: Crisis Center (Fernsehserie, Episode 1x01)
- 1997: Men in Black
- 1997: Arli$$ (Fernsehserie, Episode 2x06)
- 1997: C-16: Spezialeinheit FBI (C-16: FBI) (Fernsehserie, Episode 1x04)
- 1997: Underground – Die Vergeltung (The Underground)
- 1997: L.A. Heat (Fernsehserie, Episode 1x20)
- 1997: Around the Time (Kurzfilm)
- 1998: Chaos City (Spin City) (Fernsehserie, Episode 3x08)
- 1998–1999: Cosby (Fernsehserie, 2 Episoden)
- 1999: Auf den ersten Blick (At First Sight)
- 1999: Im Mond des Jägers (The Hunter's Moon)
- 1999: The Best Man – Hochzeit mit Hindernissen (The Best Man)
- 1999: Insider (The Insider)
- 1999: Third Watch – Einsatz am Limit (Third Watch) (Fernsehserie, Episode 1x05)
- 2000: Welcome to New York (Fernsehserie, Pilotfolge)
- 2000: Followers
- 2000: The District – Einsatz in Washington (The District) (Fernsehserie, Episode 1x08)
- 2001: Kate Brasher (Fernsehserie, Episode 1x01)
- 2001: Deadline (Fernsehserie, Episode 1x12)
- 2001: Spinnen des Todes (Earth vs. the Spider)
- 2001: Port Charles (Fernsehserie, 7 Episoden)
- 2003: Gilmore Girls (Fernsehserie, Episode 3x17)
- 2003: Leprechaun 6 – Back 2 tha Hood (Leprechaun 6: Back 2 Tha Hood)
- 2004: Practice – Die Anwälte (The Practice) (Fernsehserie, Episode 8x19)
- 2004: The Big House (Fernsehserie, Episode 1x05)
- 2004: Boston Legal (Fernsehserie, Episode 1x07)
- 2005: Navy CIS (NCIS) (Fernsehserie, Episode 2x12)
- 2006: Close to Home (Fernsehserie, Episode 2x05)
- 2006: The Unit – Eine Frage der Ehre (The Unit) (Fernsehserie, Episode 2x11)
- 2007: Take
- 2007: Bleeding Rose
- 2008: Las Vegas (Fernsehserie, Episode 5x19)
- 2008: Shark Swarm – Angriff der Haie (Shark Swarm) (Fernsehfilm)
- 2008: Dudley’s Raft (Kurzfilm)
- 2008: Players at the Poker Palace (Fernsehserie, Episode 1x25)
- 2009: Dr. House (House, M.D.) (Fernsehserie, Episode 6x09)
- 2010: Schatten der Leidenschaft (The Young and the Restless) (Fernsehserie, Episode 1x9345)
- 2011: Harry’s Law (Fernsehserie, Episode 1x05)
- 2011: Life of Lemon
- 2011: Under-Tow (Kurzfilm)
- 2012: The Undershepherd
- 2013: 1600 Penn (Fernsehserie, 3 Episoden)
- 2013: Jonestown (Kurzfilm)
- 2014: Devious Maids – Schmutzige Geheimnisse (Devious Maids) (Fernsehserie, 10 Episoden)
- 2014: Rectify (Fernsehserie, Episode 2x10)
- 2014: Ride – Wenn Spaß in Wellen kommt (Ride)
- 2015: Gotham (Fernsehserie, Episode 1x13)
- 2015: The Adderall Diaries
- 2015: Outta My Name (Kurzfilm)
- 2016: Unbreakable Kimmy Schmidt (Fernsehserie, Episode 2x12)
- 2016: Outcast (Fernsehserie, 3 Episoden)
- 2016: Sex&Drugs&Rock&Roll (Fernsehserie, 2 Episoden)
- 2016: Madam Secretary (Fernsehserie, Episode 3x05)
- 2016: Verborgene Schönheit (Collateral Beauty)
- 2016: Criticsized
- 2017: The Discovery
- 2017: Blue Bloods – Crime Scene New York (Blue Bloods) (Fernsehserie, Episode 7x16)
- 2017: Humor Me
- 2017: Brawl in Cell Block 99
- 2017: Sweet Parents
- 2018: Monster! Monster? (Monster)
- 2018–2020: Bull (Fernsehserie, 2 Episoden)
- 2019: Ode to Joy
- 2019: The Village (Fernsehserie, 3 Episoden)
- 2020: FBI: Most Wanted (Fernsehserie, Episode 1x02)
- 2020: Law & Order: Special Victims Unit (Fernsehserie, Episode 21x12)
- 2020: The Block Island Sound
- 2022: Reacher (Fernsehserie, 6 Folgen)

## Synchronsprecher
- 2005: The Warriors (Videospiel)